# Amity Park
Amity Park is een fictieve stad die diende als plaats van handeling in de serie Danny Phantom.

## Herkenbare punten
- FentonWorks: Het huis van de Phantoms
- Casper High: De school waar Danny en zijn vrienden heen gaan.
- Nasty Burger: Een populaire plek voor jongeren, waar fastfood wordt geserveerd.
- Axion Labs: Het onderzoekscentrum van Vlad.
- Amity Park Mall: Een andere plek voor jongeren.
- Lake Eerie: Een meertje dat dicht bij de stad ligt.